# Castanopsis buruana
Castanopsis buruana är en bokväxtart som beskrevs av Friedrich Anton Wilhelm Miquel. Castanopsis buruana ingår i släktet Castanopsis och familjen bokväxter. Inga underarter finns listade.